# Jerzy Sacewicz
Jerzy Sacewicz (ur. 25 czerwca 1903 w Zelwie, zm. 15 sierpnia 1986 w Warszawie) – polski prezbiter i pionier Kościoła Chrystusowego w Polsce, filantrop, współredaktor czasopism chrześcijańskich, doktor h.c. teologii.

## Życiorys

### Dzieciństwo i młodość
Urodzony 25 czerwca 1903 roku w Zelwie na Grodzieńszczyźnie, jako siódme dziecko w rodzinie naczelnika poczty, Grzegorza Sacewicza i Weroniki z d. Smoktunowicz. Uczęszczał do prawosławnej szkoły duchownej przy monasterze w Żyrowicach, następnie do seminarium duchownego w Kałudze. W latach rewolucji październikowej uczył się w gimnazjum, a następnie w technikum. Był uczniem i przyjacielem profesora Konstantina Ciołkowskiego, pioniera kosmonautyki. W tym czasie wskutek przeżyć duchowych przyjął 20 czerwca 1920 chrzest w rzece Oce.

### Działalność w II Rzeczypospolitej
W 1922 rozpoczął pracę misyjną w Kobryniu. Organizował Kościoły Chrystusowe, pracując głównie z młodzieżą. Stworzył w Kobryniu pierwszy zbór tego wyznania, istniejący do dziś. W pracy ewangelizacyjnej i administracyjnej pomagała mu żona Lidia (z domu Winnik). W 1926 zapoczątkował działalność wydawniczą, współredagując Christijanskij Sojuz. Wspólna działalność misyjna wraz z Konstantym Jaroszewiczem, Janem Bukowiczem oraz Grzegorzem i Bazylim Bajkami na terenach Polesia, Wileńszczyźny, Białostocczyzny, Wołynia oraz Galicji zaowocowała zarejestrowaniem do 1939 ok. 30 zborów Kościoła Chrystusowego oraz utworzeniem licznych chórów i zorganizowaniem wielu kursów biblijnych. Od 1938 był kierownikiem redakcji i administracji czasopisma Słowo Pojednania. W 1939 odbył podróż misyjną do Rumunii, gdzie dokonał pierwszych w tym kraju ordynacji prezbiterów Kościoła Chrystusowego.

### Okres II wojny światowej
W czasie II wojny światowej wspomagał ruch partyzancki na Ukrainie. W 1941 zmarła jego żona, osierocając dwójkę synów Eugeniusza i Jerzego.

### Okres Polski Ludowej
Po zakończeniu wojny powrócił do Polski i działał na terenach Warmii i Mazur, współtworząc w Lidzbarku Warmińskim sierociniec, seminarium teologiczne, redakcję miesięcznika Jedność oraz organizując komitety młodzieżowe i kolonie dla biednych dzieci i sierot. Stworzył także zbór w Olsztynie. Powołał do życia instytucję charytatywną Ewangeliczny Samarytanin. Był współorganizatorem pierwszego Ogólnopolskiego Zlotu Młodzieży Kościołów Chrystusowych w Gdańsku. Z powodu swoich przekonań religijnych otrzymał zakaz wjazdu do Związku Radzieckiego.
Krótko po wojnie został wydelegowany przez Zarząd Kościoła do Stanów Zjednoczonych. Podczas swego pobytu otrzymał z rąk prezydenta Muskingum College w New Concord w Ohio Roberta N. Montgomery tytuł doktora honoris causa tej uczelni w zakresie teologii. Uzyskał też prywatną audiencję u ówczesnego prezydenta USA Harry’ego S. Trumana, od którego otrzymał wsparcie dla swej działalności charytatywnej.

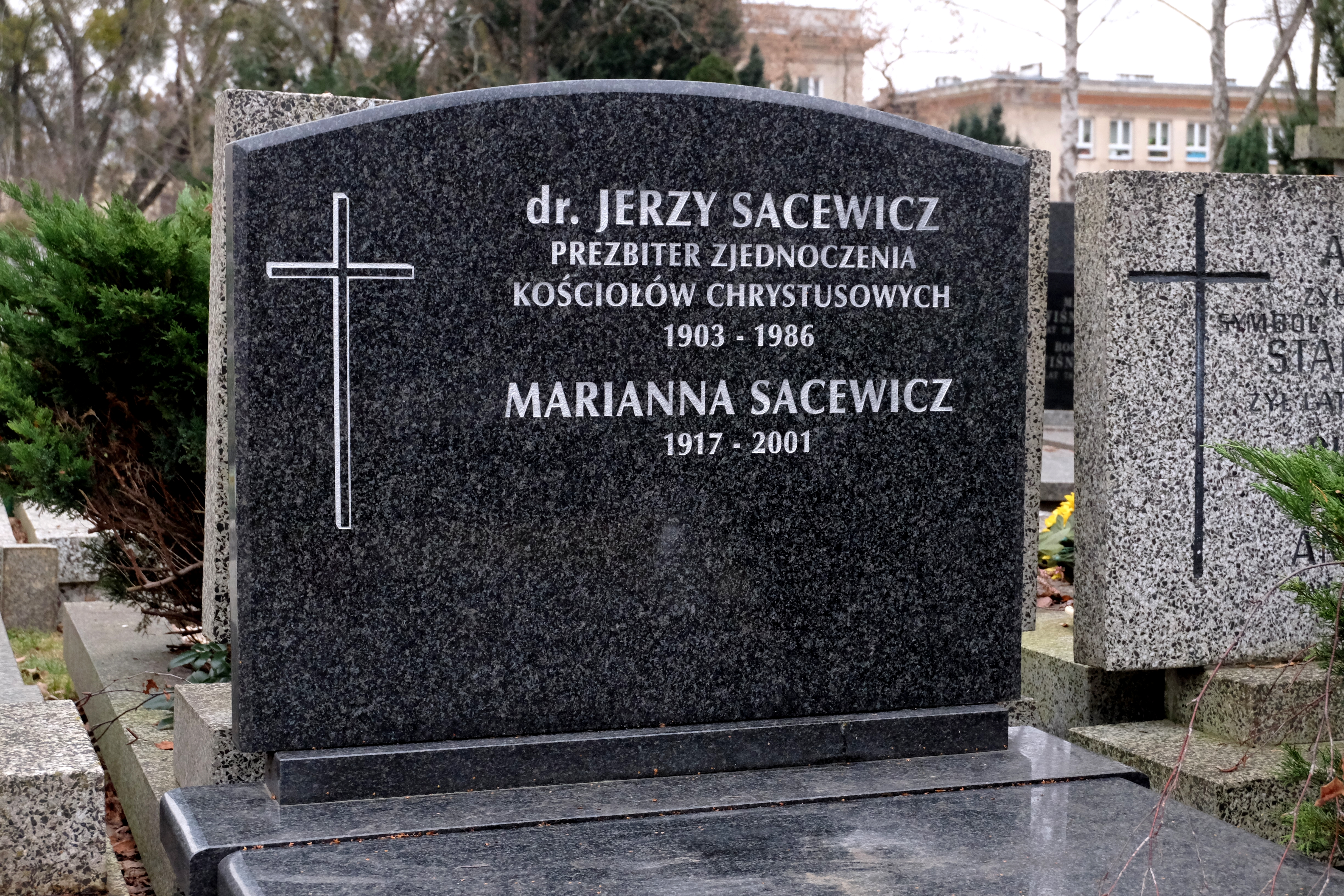
Grób Jerzego Sacewicza na cmentarzu ewangelicko-reformowanym w Warszawie

W 1948 przeniósł się do Warszawy, gdzie dzięki ofiarności współwyznawców z Polski i Ameryki zakupił budynek przy ul. Puławskiej 114, w którym mieści się zbór Społeczność Chrześcijańska Puławska w Warszawie i centrala Kościoła Chrystusowego. W tym też roku podczas XII Zjazdu Kościoła Chrystusowego poślubił Mariannę z d. Adamus. Z tego związku urodził się syn Mirosław-Marek. Do września 1950 dzięki jego pracy zostało zarejestrowane 35 zborów i 80 placówek, w których było zatrudnionych 50 duchownych.
Już 9 listopada 1946 roku organa bezpieki przystąpiły do rozpracowywania Sacewicza, nadając tej sprawie kryptonim „Fanatyk”. Częste podróże po kraju i listowne kontakty z zagranicą zostały odczytane jako dowód, że Sacewicz może być agentem amerykańskiego Secret Service. Trzech agentów inwigilowało Sacewicza, byli to: „Kazik” (J. Raczyński), „Henryk” (Mikołaj Korniluk) i „Dubowiak” (Antoni Zajkowski) .
Po XIII Zjeździe Kościoła Chrystusowego w Warszawie 19 września 1950 Sacewicz został wraz z innymi działaczami aresztowany przez ppłk. Józefa Światłę z Urzędu Bezpieczeństwa i osadzony w areszcie przy ul. Koszykowej w Warszawie pod zarzutem zdrady stanu, a później przeniesiony do więzienia przy ul. Rakowieckiej, gdzie był torturowany. Pomoc wcześniej uwolnionego brata Konstantego doprowadziła do jego zwolnienia krótko po śmierci Józefa Stalina na wiosnę 1953.
Po przyłączeniu w 1953 ZKCh do Zjednoczonego Kościoła Ewangelicznego (ZKE) kontynuował działalność duszpasterską. Miał wkład w utworzenie m.in. Domu Spokojnej Starości Betania (założony w 1958) i ośrodka rekreacyjno-wypoczynkowego Ostróda Camp w Ostródzie. Był delegatem z ramienia ZKE na Światowe Kongresy Kościołów Chrystusowych w różnych krajach świata. W późniejszych latach życia był też honorowym członkiem Polskiego Towarzystwa Astronautycznego oraz działaczem i asesorem komisji rozjemczych i pojednawczych w Warszawie w dzielnicy Mokotów.
Zmarł 15 sierpnia 1986 w Warszawie. Został pochowany na cmentarzu ewangelicko-reformowanym w Warszawie (kwatera 13-1-7).
Kontynuatorem jego pracy w Kościele Chrystusowym jest pastor Andrzej W. Bajeński.